# Bun Laphan Ratsadany
Bun Laphan Ratsadany (Nhouy Ratsadany, voller Titel Somdet Brhat Chao Buvanarabarna Rajadhanaya Negara Champasakti; * 1874 in Champasak (damals Bassac), Fürstentum Champasak (heute Laos); † im November 1945 ebenda) war der letzte Herrscher des unter siamesischer, später unter französischer Oberhoheit stehenden Fürstentums Champasak im Süden des heutigen Laos.

## Leben
Bun Laphan Ratsadany war der älteste Sohn von Kham Souk, seinem Vorgänger als Fürst von Champasak, das als Vasallenstaat Teil des Herrschaftsbereichs von Siam war. Er wurde beim Königlichen Pagenkorps in Bangkok ausgebildet und folgte diesem nach dessen Tod am 28. Juli 1900 auf Anordnung König Rama V. als Vasallenfürst von Champasak (Chao Mueang Nakhon Champasakti) nach. 1893 wurde Siam jedoch durch Frankreich gezwungen, seine Gebiete östlich des Mekong aufzugeben. Das Fürstentum Champasak war dadurch zweigeteilt: Während der größere Ostteil unter französische Herrschaft geriet, blieb der kleinere Teil mit der Hauptstadt siamesisch. Auf Wunsch des Fürsten, sein Herrschaftsgebiet wieder zu vereinigen, setzte Frankreich Siam 1904 erneut unter Druck, auch das restliche Gebiet abzugeben. In der Folge verleibte Frankreich das Fürstentum in Französisch-Indochina ein. Anders als das nordlaotische Königreich Luang Prabang, das unter französischem Protektorat bestehen blieb, lösten die Franzosen das Fürstentum Champasak mit Wirkung zum 22. November 1904 auf. An seiner Stelle richteten sie die Provinz Bassac mit der neu errichteten Hauptstadt Pakse (ab 1908) ein. Bun Laphan Ratsadany behielt jedoch seine Titel, Anreden und Orden auf Lebenszeit. Er wurde am 14. Oktober 1905 als Gouverneur der neuen Provinz eingesetzt. Am 21. Dezember 1934 drängten ihn die Franzosen, aus Altersgründen zurückzutreten.
Während des Französisch-Thailändischen Kriegs 1940/41 konnte Thailand Champasak zurückgewinnen und setzte Bun Laphan Ratsadany am 11. März 1941 in seine früheren Rechte als Provinzgouverneur wieder ein. Auf Vermittlung von Japan gab Frankreich sein Territorium auf, seine Truppen zogen sich am 9. Mai 1941 aus Champasak und anderen Gebieten Südostasiens zurück. Nach der Niederlage Japans (und seines Verbündeten Thailand) lud sein ältester Sohn, Prinz Boun Oum, am 14. September 1945 die französischen Kolonialtruppen ein, Pakse erneut zu besetzen.
Bun Laphan Ratsadany war mehrmals verheiratet:
1. Mom Sudhi na Champasakti, eine Nichtadlige, ohne Nachkommen
2. Prinzessin (Chao Heuane Nhing) Thungaguni (Thong Khun), eine Tochter seines Onkels väterlicherseits (Chao Raja Baktinaya), † 1909 in Champasak
3. Prinzessin (Chao Heuane Nhin) Yim (1909), Tochter seines Onkels väterlicherseits (Chao Raja Baktinaya), † 1910 in Champasak
4. Mom Nyin na Champasakti, eine Nichtadlige ohne Nachkommen
5. Mom Chandra Samudhi na Champasakti (Chan Samuth, Mitte 1911), Tochter eines hohen Beamten in Champasak, die neun Kinder hatte
6. Prinzessin (Chao Heuane Nhing) Sudhi Saramuni na Champasakti (Suth Samone), die vier Kinder hatte († 1960 in Bangkok)
7. Mom Anuyani na Champasakti (Nuane), eine Nichtadlige, die zehn Kinder hatte
8. Mom Ajuni na Champasakti (Chum), eine Nichtadlige, die zwei Kinder hatte

Bun Laphan Ratsadany starb im November 1945 in Champasak an Krebs und hinterließ zehn Söhne und sechzehn Töchter. Sein ältester Sohn Boun Oum folgte ihm als Titularfürst von Champasak nach. Er verzichtete jedoch auf seinen Thronanspruch zugunsten des Königs Sisavang Vong von Luang Prabang in Nordlaos, der dadurch Oberhaupt eines geeinten Königreichs Laos als Mitglied in der Union française wurde. Boun Oum war später Anführer der Rechten im laotischen Bürgerkrieg.